# Kaitlin Nobbs
Kaitlin Nobbs (* 24. September 1997 in Subiaco City, Western Australia) ist eine australische Hockeyspielerin, die mit der Australischen Hockeynationalmannschaft 2018 und 2022 die Silbermedaille bei den Commonwealth Games gewann.

## Sportliche Karriere
Kaitlin Nobbs wurde mit der U21-Nationalmannschaft Dritte bei der Juniorinnen-Weltmeisterschaft 2016.
2018 waren die Australierinnen in Gold Coast Gastgeberinnen der Commonwealth Games. Im Finale verloren sie mit 1:4 gegen die Neuseeländerinnen. Drei Monate später bei der Weltmeisterschaft 2018 unterlagen die Australierinnen im Halbfinale den Niederländerinnen im Penaltyschießen, wobei Nobbs ihren Penalty nicht verwandeln konnte. Das Spiel um Bronze verloren die Australierinnen mit 1:3 gegen die spanische Mannschaft. Bei den 2021 ausgetragenen Olympischen Spielen in Tokio schied die australische Mannschaft im Viertelfinale mit 0:1 gegen die Inderinnen aus.
2022 belegte Nobbs mit den Australierinnen den dritten Platz bei der Weltmeisterschaft in Amstelveen und Terrassa. Im Spiel um Bronze bezwangen die Australierinnen die deutsche Mannschaft mit 2:1. Kurz darauf fanden in Birmingham die Commonwealth Games 2022 statt. Die Australierinnen erreichten das Finale durch einen Sieg im Shootout gegen die Inderinnen. Im Finale siegte das englische Team mit 2:1. Nobbs bestritt bei den Commonwealth Games ihr 100. Länderspiel, sie war Co-Kapitänin neben Jane Claxton. 2024 bei den Olympischen Spielen in Paris gewannen die Australierinnen ihre Vorrundengruppe, Nobbs erzielte zwei Tore. Im Viertelfinale unterlagen die Australierinnen den Chinesinnen mit 2:3.

## Familie
Kaitlin Nobbs ist die Tochter des Hockey-Olympiateilnehmers Michael Nobbs und der Hockey-Olympiasiegerin Lee Capes. Ihre Tante Michelle Capes war ebenfalls Olympiasiegerin.